# Broskvari
Broskvari (olaszul: Brosquari) falu Horvátországban, Isztria megyében. Közigazgatásilag Višnjanhoz tartozik.

## Fekvése
Az Isztria középső részén, Pazintól 18 km-re északnyugatra, községközpontjától 3 km-re északra, az A9-es autóúttól keletre fekszik.

## Története
A falut a 17. században telepítették be a Rómától 50 km-re északnyugatra fekvő Grossetóból származó itáliai telepesekkel. A legenda úgy tartja, hogy egy ottani atya adományozta e földet a fiának, hogy elkerülje a családot érintő botrányt, mivel a fiú beleszeretett az egyik szolgálólányba. Az olasz fennhatóság idején a falu a Villa Cossetti, később a Brosquari nevet viselte. Lakói a Cossetto vezetéknevet viselték, mely Košetora horvátosodott el. A településnek 1880-ban 42, 1910-ben 75 lakosa volt. Az első világháború után a rapallói szerződés értelmében Isztria az Olasz Királysághoz került. A második világháború után Jugoszlávia része lett. Jugoszlávia felbomlása után 1991-ben a független Horvátország része lett. 2011-ben 16 állandó lakosa volt. Lakói mezőgazdasággal és állattartással foglalkoznak.

## Lakosság
| Lakosság változása | Lakosság változása | Lakosság változása | Lakosság változása | Lakosság változása | Lakosság változása | Lakosság változása | Lakosság változása | Lakosság változása | Lakosság változása | Lakosság változása | Lakosság változása | Lakosság változása | Lakosság változása | Lakosság változása | Lakosság változása |
| ------------------ | ------------------ | ------------------ | ------------------ | ------------------ | ------------------ | ------------------ | ------------------ | ------------------ | ------------------ | ------------------ | ------------------ | ------------------ | ------------------ | ------------------ | ------------------ |
| 1857               | 1869               | 1880               | 1890               | 1900               | 1910               | 1921               | 1931               | 1948               | 1953               | 1961               | 1971               | 1981               | 1991               | 2001               | 2011               |
| 0                  | 0                  | 0                  | 0                  | 0                  | 0                  | 0                  | 0                  | 26                 | 26                 | 19                 | 20                 | 19                 | 19                 | 16                 | 16                 |

## Fordítás
- Ez a szócikk részben vagy egészben  a   Broskvari című horvát Wikipédia-szócikk ezen változatának fordításán alapul.  Az eredeti cikk szerkesztőit annak laptörténete sorolja fel. Ez a jelzés csupán a megfogalmazás eredetét és a szerzői jogokat jelzi, nem szolgál a cikkben szereplő információk forrásmegjelöléseként.